# Futura plus
Futura plus (Футура плус) è una società serba di vendita all'ingrosso e al dettaglio di beni di consumo, giornali, bevande e prodotti alimentari, tramite i convenience store di Moj Kiosk.

## Storia
La società è stata fondata il 28 settembre 2004. Entro novembre 2006, ha acquisito quattro società di proprietà sociale serba che all'epoca erano improduttive: le piccole catene di chioschi "Duvan", "Politika prodaja", "Borba" e "Duvan promet". La fusione avvenne in compartecipazione tra la società finanziaria EMI Denmark (posseduta da Stanko Subotić) e la D Trade Ltd. di base a Belgrado, in Serbia, da una parte, e dall'altra la tedesca (Westdeutsche Allgemeine Zeitung).
Secondo all'epoca CEO della società Sretko Vuković, nel 2006 "Futura plus" aveva già un fatturato annuo di 105 milioni di euro. Inoltre, a partire dal 2006, "Futura plus" aveva 1.200 negozi al dettaglio di chioschi e una quota di mercato del 15% per i negozi al dettaglio di chioschi, che vendevano principalmente sigarette di tabacco, pagamenti elettronici e giornali. Il primo negozio outlet con il marchio "Minut2" è stato aperto nel gennaio 2007, con un totale di 20 negozi gestiti a livello nazionale entro agosto dello stesso anno.
Nel 2008, WAZ Media Group ha lasciato "Futura Plus" subito dopo che la procura serba ha sollevato accuse contro Subotić, vendendo il suo 50% delle azioni nella struttura proprietaria.
Entro il 2009, "Futura plus" è diventata una società indebitata. Il 4 giugno 2009 ha ridotto al minimo la distribuzione del quotidiano Večernje Novosti abbassando il numero di copie distribuite a 2 240 copie dalle consuete 54 000 copie al giorno. Ciò ha fatto seguito alla decisione di Novosti di presentare ricorso in tribunale per il pagamento del debito residuo di Futura Plus nei confronti dell'editor. La "Media Association of Serbia" ha deciso di sospendere tutte le vendite di supporti di stampa e di interrompere la distribuzione delle sue edizioni a Futura Plus a partire dal 14 settembre 2009. La decisione è stata presa congiuntamente da Politika, Novosti, Ringier Srbija, Color Press Group, Press, Adria Media, Dnevnik e Ekonomist. La decisione è stata presa dopo che si è concluso che la società stava mettendo in pericolo le società di stampa in Serbia a causa del considerevole debito insoluto nei confronti dei membri dell'associazione.
Il 12 novembre 2009, nonostante l'enorme debito di 900 milioni di RSD, i giornali cartacei di tutte le società citate sono tornati alla distribuzione con "Futura plus".

## 2011-presente
Nel 2011 "Centro štampa Holding" ha acquisito la quota di maggioranza di "Futura plus" in bancarotta per 27,66 milioni di euro. Al momento dell'acquisto, l'azienda aveva 2.300 dipendenti e un totale di 800 punti vendita al dettaglio con chioschi. Nel marzo 2012, "Centro štampa Holding" ha rinominato tutti i negozi al dettaglio di chioschi "Futura plus" e "Štampa sistem" con il marchio "Moj Kiosk". Nel marzo 2014, "Futura plus" ha presentato istanza di fallimento, dopo quattro anni e mezzo.
A partire dal 2017, "Futura plus" insieme alla sua società madre Moj Kiosk Group conduce le vendite al dettaglio attraverso il marchio "Moj Kiosk" di negozi al dettaglio di chioschi in tutta la Serbia. Dispone inoltre di centri regionali e di deposito, operazioni all'ingrosso (fornitori, editori, società di pubblicità, acquisti) e servizi nei settori del marketing, della distribuzione e dei trasporti.

## Attività commerciali
Futura plus gestisce operazioni di vendita al dettaglio (circa 1.2000 punti vendita e 4.000 dipendenti tra: Minut2, chioschi, centri regionali e di deposito) e di vendita all'ingrosso (fornitori, editori, aziende pubblicitarie, acquisti) e servizi nei campi del marketing, della distribuzione e del trasporto.
Nel 2006, Futura plus ha aperto il primo dei suoi punti vendita al dettaglio Minut2: a volte associati a caffetterie, ricordano i “corner shop” (negozi d'angolo) statunitensi e britannici, anche se la gamma dei prodotti in vendita è più ampia rispetto a quella dei chioschi.